# Lijst van suikerfabrieken in Nederland

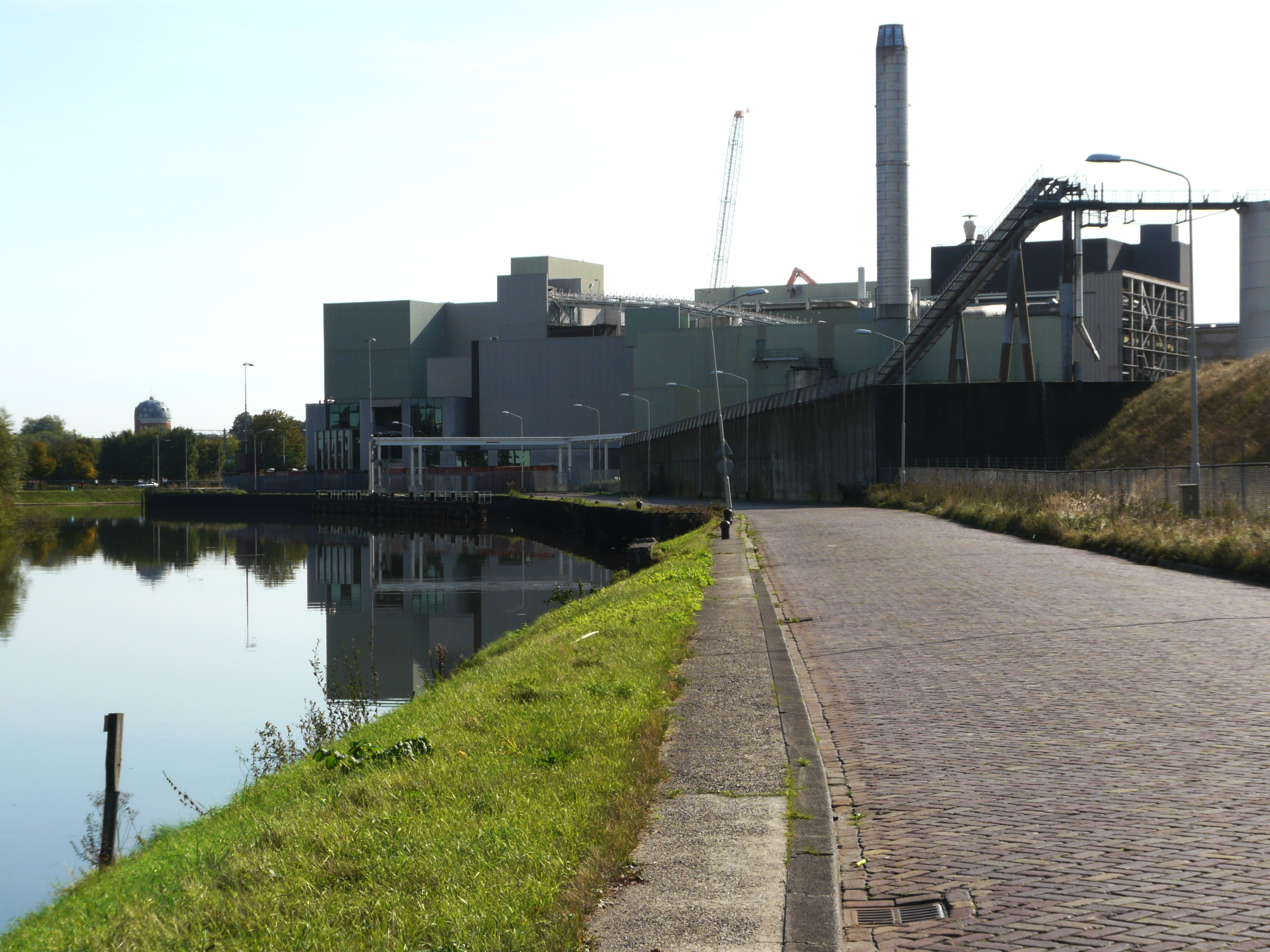
Breda - 2009

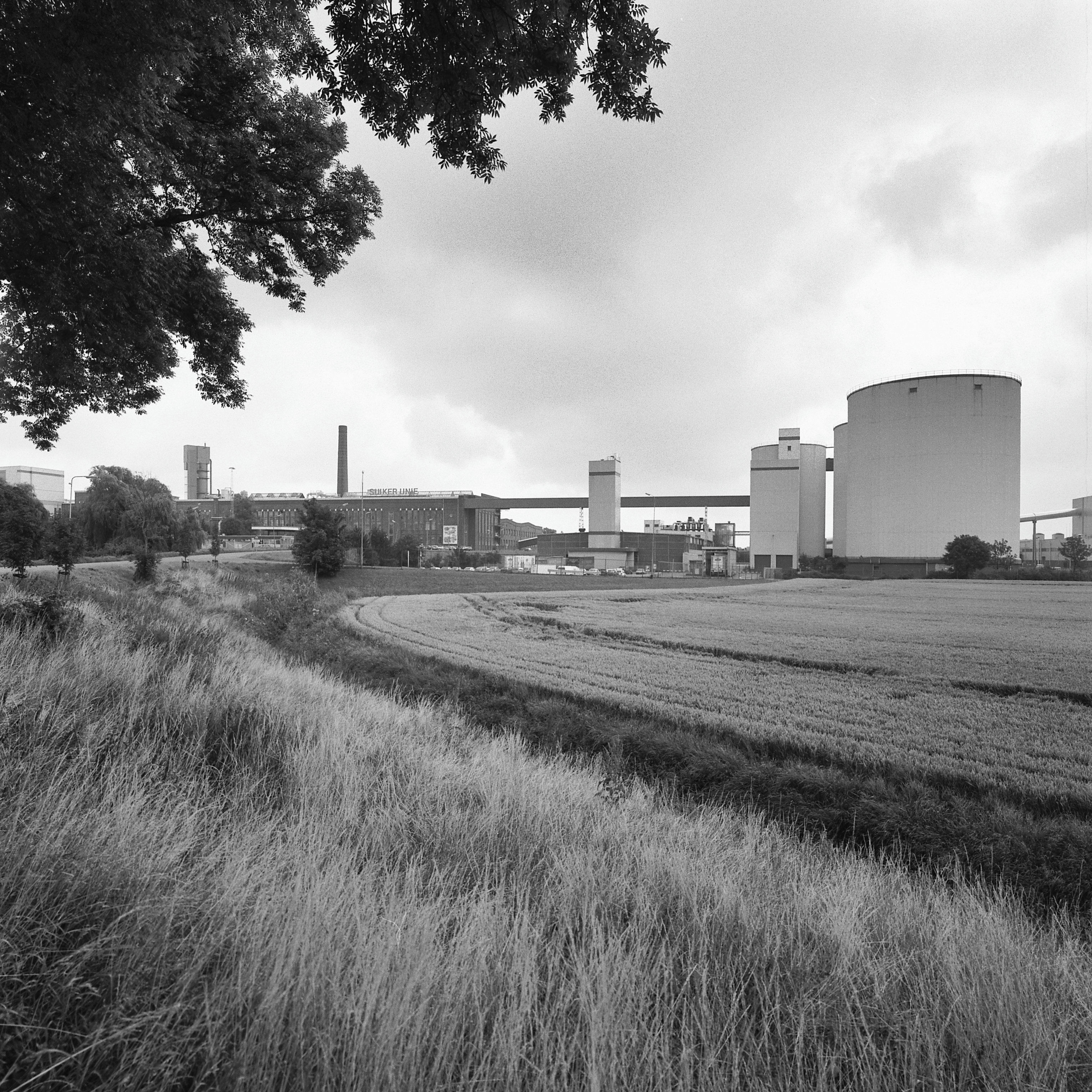
Puttershoek, 1996

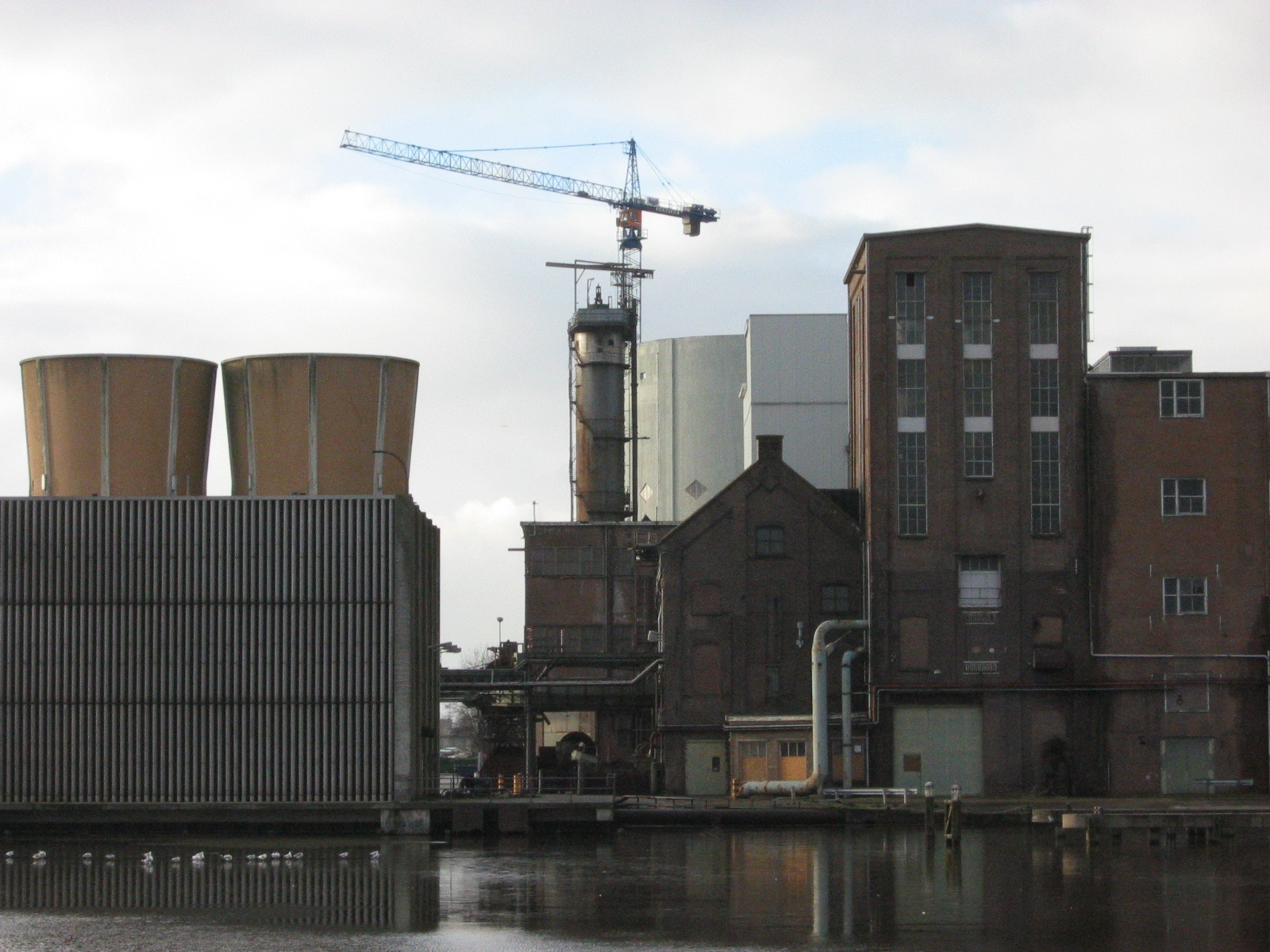
Halfweg - 2006

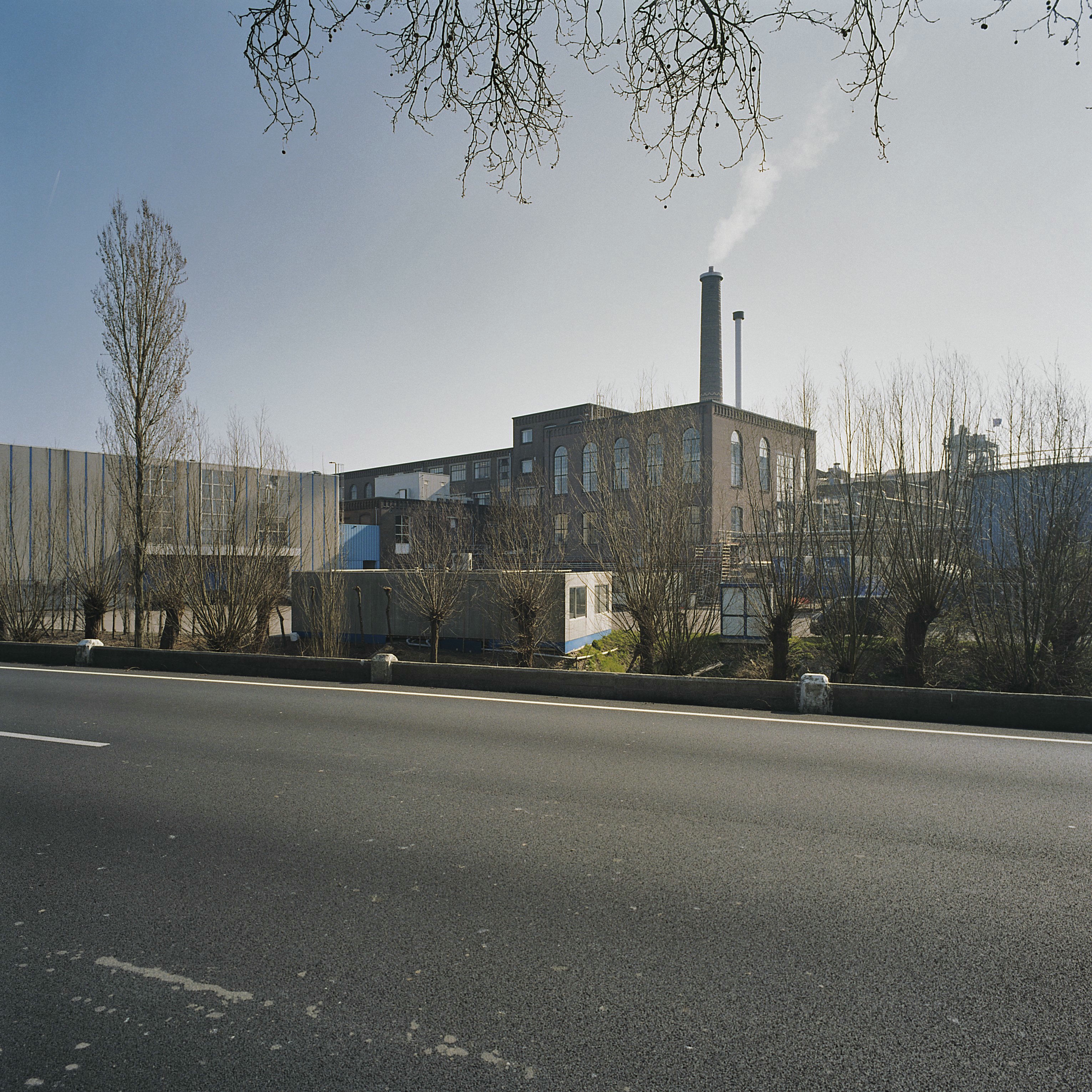
Gorinchem Hollandia - 2004

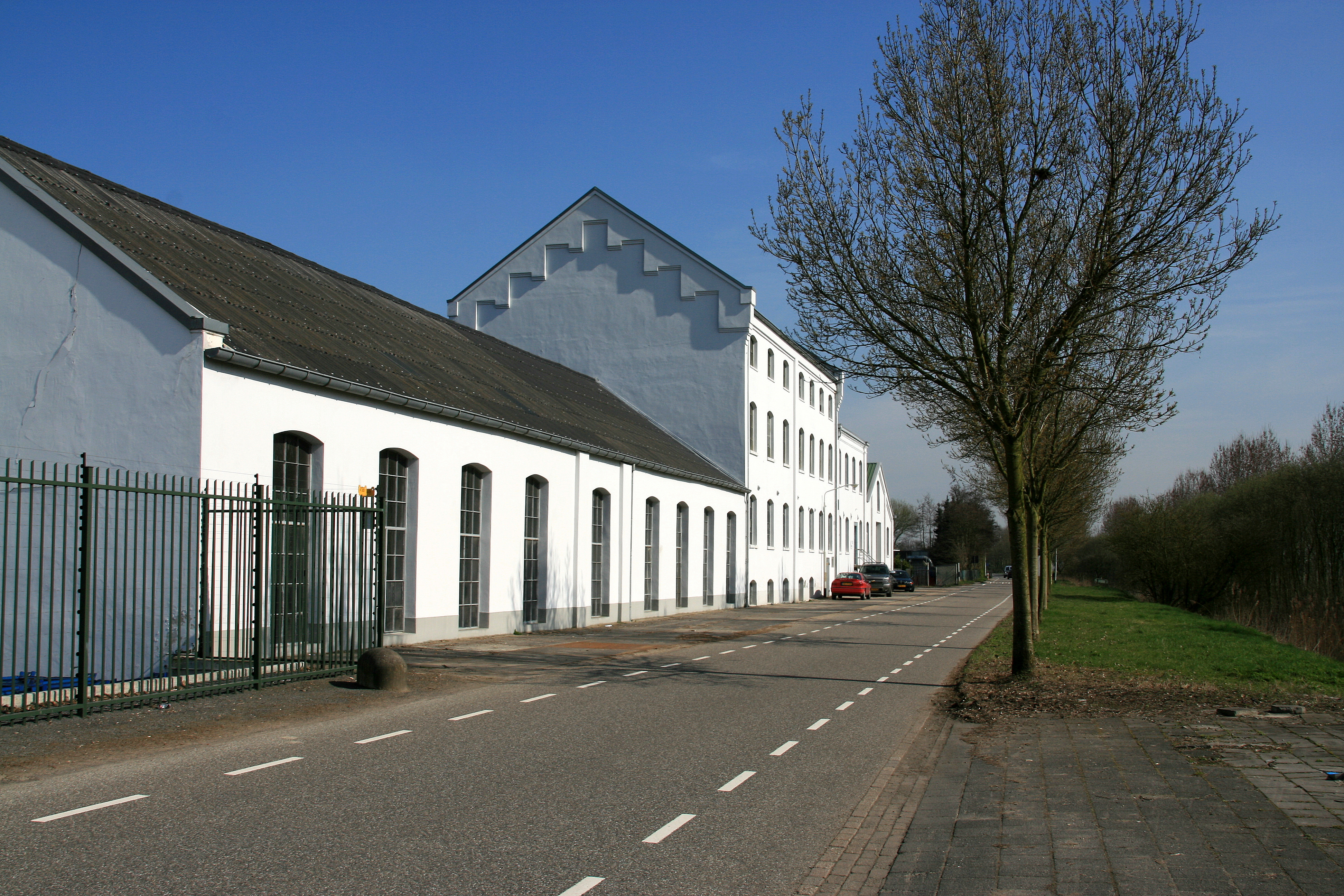
Oud Gastel St Antoine - 2011

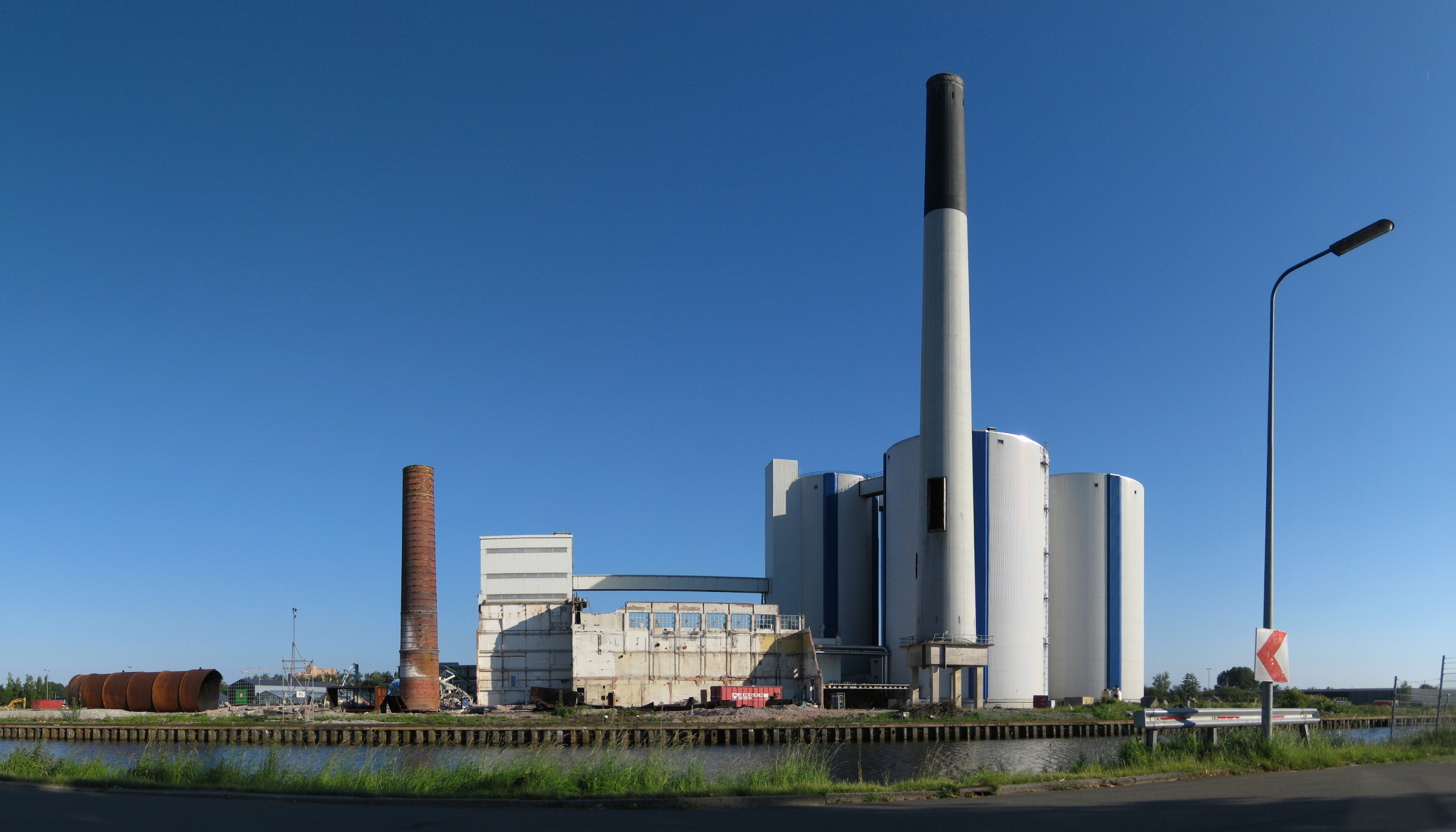
Voormalige fabriek van de Suiker Unie in Groningen tijdens de sloop ervan in 2010

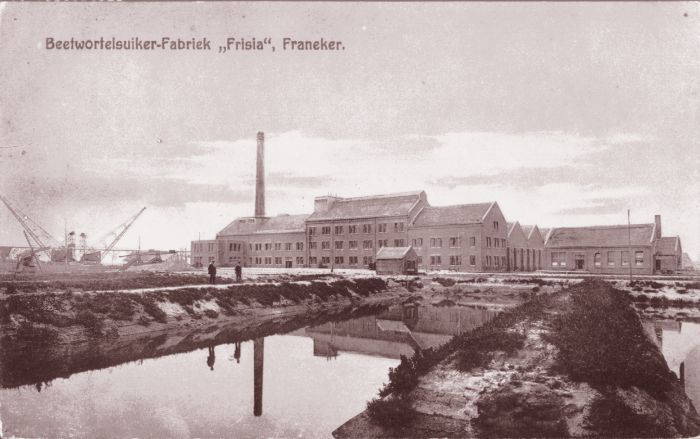
Frisia Franeker - 1925

Deze pagina toont een lijst van suikerfabrieken in Nederland. In deze lijst zijn niet opgenomen:
- suikerraffinaderijen die geïmporteerde ruwe suiker (meestal rietsuiker) raffineerden, zoals eertijds de Wester Suikerraffinaderij;
- rietsuikerfabrieken zoals die in Indonesië en Suriname door de koloniale machthebbers werden gebouwd.

Suikerfabrieken zijn gevestigd te:
- Dinteloord (Noord-Brabant) - Suiker Unie
- Hoogkerk (Groningen) - Suiker Unie

Alleen nog suikerverwerking:
- Breda (Noord-Brabant) - Suiker Unie
- Puttershoek (Zuid-Holland) - Suiker Unie
- Roosendaal (Noord-Brabant) - Suiker Unie

Huidige en voormalige beetwortelsuikerfabrieken:
- Dordrecht 1810 Den Toelast van de Firma Backer & Selis, rietsuikerraffinaderij begint op kleine schaal bietsuiker te raffineren [1]
- In Wageningen stond al voor 1811 eerder een kleine fabriek.
- In Oosterbeek werd in 1811 door Jan Backer op landgoed de Oorsprong de eerste grote Nederlandse beetsuikerfabriek gebouwd. In het eerste jaar werden 1 miljoen Nederlandse ponden aan mangelwortels verwerkt.[2] Een watermolen raspte de mangelwortels, waarna het sap, stroop, er uit geperst werd vanaf 1831 werd er ook suiker gemaakt, later vanaf 1833 ook aardappelzetmeel en glucosestroop, in 1872 stopte hij met de suiker- en stroopfabriek[3]
- Zevenbergen, Commanditaire Sociëteit voor Landbouw en Industrie onder firma De Bruyn, 1858-1928, in 1883: NV Maatschappij voor Landbouw en Beetwortelsuikerindustrie, ook Azelma vanaf 1919 onderdeel van Centrale Suiker Maatschappij (CSM)
- Zuidbroek 1859 poging van Willem Albert Scholten, omgebouwd tot rietsuiker- en aardappelmeelfabriek[4]
- Dubbeldam, NV Dordrechtsche Maatschappij voor Beetwortelsuiker, 1861-1912, in 1864 voortgezet door Adolphe Meeus
- Oudenbosch, NV Nederlandsche Beetwortelsuikerfabriek, 1862, fabriek Amunda, in 1866 ook de fabriek Marie Cateau, in 1874 werd Amunda verkocht aan Granpré Molière, Jäger & Co. en in 1902 gesloten, Marie Cateau voortgezet als NV Suikerfabriek De Mark vanaf 1908 als onderdeel van NV Algemeene Suikermaatschappij (ASMij), in 1916 gesloten
- Rijswijk, NV Suikerfabriek Kraayenburg, 1862-1881, vanaf 1876 voortgezet als fa. Hanlo & Cie
- Halfweg, Barth, Lans & Co. 1863-1992, in 1864 voortgezet als NV Suikerfabriek Op den huize Zwanenburg, vanaf 1881 Suikerfabriek Holland 1919 onderdeel van CSM. Gebied nu in gebruik onder de naam SugarCity
- Bergen op Zoom, Felix Wittouck, SA Sucreries de Breda et Berg-op-Zoom, 1863-1929, vanaf 1905 NV Suikerfabrieken Breda en Bergen op Zoom, in 1908 ASMij, in 1916 gekocht door Coöperatie Zeeland en daarna werkend onder de naam Coöperatieve Beetwortelsuikerfabriek Zeeland
- Roosendaal, De Ram & Co., 1864-1997, in 1916 overgenomen door de Coöperatie en voortaan werkend onder de naam Coöperatieve Beetwortelsuikerfabriek Roosendaal, vanaf 1947 Verenigde Coöperatieve Suikerfabrieken (VCS), vanaf 1966 Suikerunie
- Lemelerveld, NV Overijsselsche Beetwortelsuikerfabriek, 1865-1917, in 1914 aangekocht door de Wester Suikerraffinaderij
- Ulestraten, Firma Wed. Houben & Zn., 1865-1876
- Stampersgat, NV Gastelsche Beetwortelsuikerfabriek, 1866-1927, in 1908 aangekocht door de Algemeene Suiker Maatschappij (ASmij), in 1915 overname  Wester Suikerraffinaderij, in 1919 CSM, 1927 buiten bedrijf
- Geldermalsen, NV Neder-Betuwsche Beetwortelsuikerfabriek, 1866-1919
- Geertruidenberg, Heere & Co., 1867-1938
- Heel, Gebr. Hermans, 1867-1876, gestart door de kasteelheer, werd een mislukking
- Roosendaal, Ravenswaay, Fercken, Jäger & Co., 1867-1917 [5]
- Zevenbergen, NV Zevenbergsche Beetwortelsuikerfabriek De Phoenix, 1867-1918, in 1885 voortgezet als fa. De Bosson & Houben, vanaf 1891 fa. Gebr. Houben
- Standdaarbuiten, NV Noord-Brabantsche Beetwortelsuikerfabriek, 1867-1924, vanaf 1875 voortgezet als fa. Van Dorst & Co., vanaf 1878 als fa. Meeus & Co., in 1912 gekocht door Wester Suikerraffinaderij, vanaf 1919 CSM
- Arnhem, NV Arnhemsche Beetwortelsuikerfabriek, 1867-1913, vanaf 1876 voortgezet door Jan van Embden, later De Klingelbeek
- Leur, Van Breda, Dolk, Lammers, Besaur & Co. (Suikerfabriek op Zwartenberg), 1869-1918
- Roosendaal, Janssens, Van Weel, Smits & Co., 1869-1902
- Bergen op Zoom, Van der Linden & Co., 1870-1912. In 1914 werd de NV Centrale Potaschraffinaderij op het terrein gevestigd. Hier werd een restproduct van de Zuid-Nederlandsche Melasse-Spiritusfabriek gezuiverd
- Bergen op Zoom, Laane, Rogier, Daverveldt & Co., 1870-1902, verkocht aan W.C. Asselbergs, gesloopt in 1907
- Gorinchem, Jäger, Ravenswaay & Co., 1871, vanaf 1893 fa. Duuring & Co., in 1904 verkocht aan NV Hollandia, een producent van zuivel, 1919 CSM, suikerbietraffinage gestopt in 1928, verdergegaan met onder andere melkzuur, suikerderivaten en later polymelkzuurfabriek
- Utrecht, Van den Broeke, Reiger & Co., 1871-1908
- Groenendijk, Van Campenhout & Cie., 1871-1902, vanaf 1885 NV Suikerfabriek Groenendijk
- Steenbergen, Van Loon, De Ram & Co., 1871-1980, vanaf 1919 CSM
- Oud Gastel, Daverveldt, Binck & Co., 1871-1917
- Oud Gastel, Hoendervangers & Co., 1871-1920, in 1873 voortgezet als NV Saint-Antoine, van 1908 onderdeel van ASMij, vanaf 1919 CSM [6], 1921 buiten bedrijf, 1925 apparatuur naar Ipswich
- Princenhage, Bredasche Beetwortelsuikerfabriek, fa. Van Aken, Segers & Co., 1871-2004, in 1874 verkocht aan Felix Wittouck, SA Sucreries de Breda et Berg-op-Zoom, vanaf 1905 NV Suikerfabrieken Breda en Bergen op Zoom, in 1908 NV Algemeene Suikermaatschappij (ASmij), vanaf 1919 CSM[7]
- Naarden, NV Gooische Beetwortelsuiker-fabriek, 1871-1902
- Zevenbergen, NV Zevenbergsche Beetwortelsuikerfabriek, de Dankbaarheid, 1872-1918, in 1884 verkocht aan J.H. Lebret
- Sas van Gent, Zeeuwsche Beetwortelsuikerfabriek "Sas van Gent", 1872-1986, vanaf 1942 CSM[8]
- Werkendam, Hoffmann Tjaden, De Laat, Eydman, 1873-1912, in 1875 verkocht aan fa. Binsfeld, Meeus, Laane
- Vierverlaten, NV Noord-Nederlandsche Beetwortelsuikerfabriek, stichter Jan Evert Scholten, 1896, verkocht in 1918 aan de Wester Suikerfabriek, vanaf 1918 CSM
- Sas van Gent, Eerste Nederlandsche Coöperatieve Beetwortelsuikerfabriek, 1900-1989 vanaf 1970 onderdeel van de Suikerunie
- Oud-Beijerland, NV Zuid-Hollandsche Beetwortelsuikerfabriek, 1901-1972, vanaf 1919 CSM[9]
- Dinteloord, Coöperatieve Suikerfabriek Dinteloord, 1908 vanaf 1929 Vennootschap Dinteloord-Zevenbergen, vanaf 1947 VCS, vanaf 1966 Suikerunie
- Puttershoek, Coöperatieve Beetwortelsuikerfabriek Puttershoek, 1912-2004, van 1966 Suikerunie
- Groningen, Friesch-Groningsche Coöperatieve Beetwortelsuikerfabriek, 1913-2008, vanaf 1970 onderdeel van de Suikerunie
- Zevenbergen, Coöperatie Zevenbergen, 1916-1987, vanaf 1929 Vennootschap Dinteloord-Zevenbergen ,in 1947 onderdeel van VCS, vanaf 1966 Suikerunie[10]
- Franeker, NV Frisia 1921-1929 gezamenlijke fabriek van Vereeniging Friesch-Groningsche Coöperatieve en CSM[11]